# Punkty krytyczne w ziemskim systemie klimatycznym

Elementy krytyczne w ziemskim systemie klimatycznym, na podstawie Lenton i inni (2008)

Przewidywane oddziaływania między niektórymi punktami krytycznymi w ziemskim systemie klimatycznym, na podstawie Lenton et al. (2008) i Kriegler i inni (2009)

Punkt krytyczny w ziemskim systemie klimatycznym – wartość lub szybkość zmiany wartości (próg) przekroczenie której może prowadzić do znaczącej zmiany klimatu, która może być nieodwracalna (zob. system klimatyczny). Występujące w systemie dodatnie sprzężenie zwrotne może prowadzić do przyspieszenia, nieodwracalnych zmian systemu. Potencjalne punkty krytyczne zidentyfikowano zarówno w geofizycznych częściach systemu klimatycznego, jak i w dotkniętych zmianami ekosystemach. 
Przykładowo, naturalne cykliczne zmiany orbity Ziemi inicjują sprzężenia zwrotne cyklu węglowego, które prowadzą do przejść między epoką lodowcową i międzylodowcową. Geologiczny zapis temperatury Ziemi notuje wiele przykładów szybkich przejść pomiędzy różnymi stanami klimatycznymi.
Punkty krytyczne są szczególnie istotne w odniesieniu do obaw związanych z globalnym ociepleniem. Potencjalne skutki uruchomienia sprzężeń zwrotnych są modelowane a modele weryfikowane na podstawie zachowań ziemskiego systemu klimatycznego w przeszłości. Zainicjowane przez działalność ludzką zmiany naturalnego obiegu węgla i ziemskiego albedo mogą skutkować lawinowym przekraczaniem kolejnych punktów krytycznych, co doprowadzi planetę do cieplarnianego stanu klimatycznego.
Wielkoskalowe elementy ziemskiego systemu, które mogą przekroczyć punkt krytyczny, nazywane są elementami krytycznymi. Przykładami takich elementów są pokrywy lodowe Grenlandii i Antarktydy, których kurczenie się może spowodować podniesienie poziomu morza o dziesiątki metrów. 
Skutki przekroczenia punktu krytycznego nie muszą być natychmiastowe, pojemność cieplna wprowadza bezwładność do układu. Przykładowo, przy wzroście temperatury nieuniknione będzie stopienie części pokrywy lodowej Grenlandii i Antarktydy Zachodniej. Sama pokrywa lodowa może jednak utrzymywać się jeszcze przez wiele stuleci.
Jan Kubicki, Krzysztof Kopczyński, Jarosław Młyńczak, opracowali badanie naukowe w czasopiśmie "Applications in Engineering Science". Opierając się na eksperymentach, wykazali, że zdolność dwutlenku węgla (dalej: CO2) do pochłaniania promieniowaina ulega nasyceniu i dodanie CO2 do atmosfery nie może mieć znaczącego wpływu na klimat przy wzroście powyżej progu ok. 300ppm. Artykuł ten został wycofany z publikacji z uwagi na wadliwy proces recenzji, który nie spełaniał standardów rzetelności czasopisma.